# Sphaerodactylus plummeri
Sphaerodactylus plummeri este o specie de șopârle din genul Sphaerodactylus, familia Gekkonidae, descrisă de Thomas și S.Blair Hedges în anul 1992. Conform Catalogue of Life specia Sphaerodactylus plummeri nu are subspecii cunoscute.